# Test TERMO
 (mars 2013).
Si vous disposez d'ouvrages ou d'articles de référence ou si vous connaissez des sites web de qualité traitant du thème abordé ici, merci de compléter l'article en donnant les références utiles à sa vérifiabilité et en les liant à la section « Notes et références ».
Les Tests TERMO (Tests d’Évaluation de Réception du Message Oral) sont des tests d'évaluation en rapport avec la surdité.

## Description
Permet au codeur LPC d’évaluer les compétences de l’élève sourd qu’il accompagne. Ce test est basé sur la répétition du message perçu par l’enfant, le jeune sourd. 
Les tests TERMO comportent des épreuves de répétitions de phonèmes et syllabes, de mots, de phrases…

## Principes
- Évaluer la réception du message perçu.
- Il n’évalue pas la compréhension du langage oral et ne peut pas remplacer les évaluations orthophoniques.
- La situation de test est artificielle, les résultats doivent être pondérés en fonction de la situation réelle.

Il y a cinq modalités de passage :
- modalité A : Audition seule ;
- modalité B : Audition + Lecture labiale ;
- modalité C : Audition + Lecture Labiale + Langage parlé complété (LPC) ;
- modalité D : Lecture Labiale seule ;
- modalité E : Lecture Labiale + LPC.

La réalisation de ces tests permet de voir quelle modalité est la meilleure, et ainsi de mettre en place des ateliers de décodage, l’utilisation d’un micro HF… en fonction des besoins de la personne testée.